# ليام برادلي
ليام برادلي (بالإنجليزية: Liam Bradley)‏ هو ملحن أسترالي، ولد في 1943.

## وصلات خارجية
- ليام برادلي على موقع IMDb (الإنجليزية)
- ليام برادلي على موقع ميوزك برينز (الإنجليزية)
- ليام برادلي على موقع ديسكوغز (الإنجليزية)
- ليام برادلي على موقع قاعدة بيانات الفيلم (الإنجليزية)